# Remzi Kolgeci
Remzi Kolgeci (Suharekë, 3 mei 1947 – Pristina, 9 maart 2011) was een Joegoslavisch politicus van de partij Liga van Communisten van Kosovo (Savez Komunista Kosovo (i Metohija) (SKK)), de toen enige politieke partij van Kosovo.
Van mei 1988 tot 5 april 1989 was hij president van het presidentschap in de Socialistische Autonome Provincie Kosovo, de naam van Kosovo tussen 1974 tot 1990 als onderdeel van de republiek Servië in de federatie Joegoslavië. Zijn voorganger was Bajram Selani en zijn opvolger Hysen Kajdomçaj.
Op 17 november 1988 volgde hij Kaqusha Jashari op als leider van de SKK, die onder druk was afgezet door Slobodan Milošević, de leider van de Communistenbond van Servië in die tijd.